# 利德勒赞
利德勒赞（法語：Lidrezing，法語發音：[lidʁəzɛ̃]）是法国摩泽尔省的一个市镇，位于该省中南部，属于萨尔堡-萨兰堡区。

## 地理
利德勒赞（48°53'1"N, 6°41'52"E）面积10.04 平方千米，位于法国大東部大區摩泽尔省，该省份为法国东北部内陆省份，是洛林的一部分，西南接默尔特-摩泽尔省，东临下莱茵省，北与卢森堡和德国接壤。
与利德勒赞接壤的市镇（或旧市镇、城区）包括：贝内斯特罗夫、盖贝斯特罗夫、盖布兰、罗达尔布、韦加维尔、维斯、扎尔伯兰。

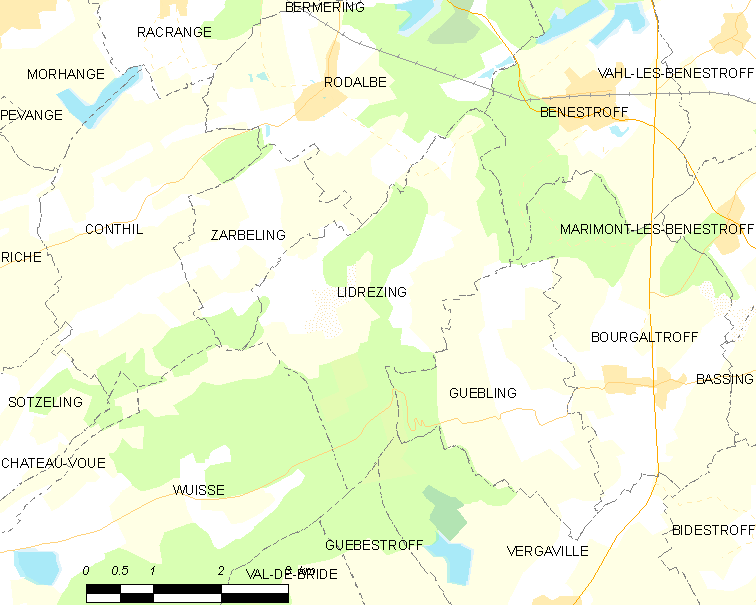
利德勒赞的OSM定位图

利德勒赞的时区为UTC+01:00、UTC+02:00（夏令时）。

## 行政
利德勒赞的邮政编码为57340，INSEE市镇编码为57401。

## 政治
利德勒赞所属的省级选区为索努瓦县。

## 人口

1962-2008年间利德勒赞人口变化图示

利德勒赞于2022年1月1日时的人口数量为83人。